# Plan B (2021)
Plan B ist eine Filmkomödie von Natalie Morales, die am 28. Mai 2021 in das Programm von Hulu aufgenommen wurde.

## Handlung
Sunny und Lupe sind Teenager und könnten nicht unterschiedlicher sein. Weil sie sich jedoch beide an ihrer überwiegend weißen High School in einer konservativen Kleinstadt in South Dakota als Ausgestoßene empfinden, fühlen sie sich verbunden. Bereits morgens im Bus zur Schule unterhalten sich die beiden Mädchen über alles Mögliche, meist jedoch über ihre Körper und über Jungs. Sunny ist unglaublich schlau aber sehr schüchtern und erfüllt sich ihre sexuellen Wünsche bislang nur mit Hilfe der Fotos von nackten Männern in ihrem Biologiebuch. Ihre Mutter hat hohe Erwartungen an sie, auch hinsichtlich ihrer Kultur, Sunny will mit dieser, die sie „The Indian Mafia“ nennt, jedoch nichts zu tun haben. Lupe hingegen stammt aus einer streng katholischen Familie und hat ständig wechselnde Liebhaber. Sie rebelliert wo es nur geht gegen ihren alleinerziehenden Vater, nicht zuletzt durch ihre äußere Erscheinung. Als Goth trägt sie meist schwarzen Lippenstift. Sie tröstet ihre Freundin Sunny, die unter ihrer fehlenden sexuellen Erfahrung leidet, auch ihre Zeit werde bald kommen.
Eines Tages, als Megan, das beliebte Mädchen an ihrer Schule, eine Party absagen muss, die sie besuchen wollten, veranstalten sie eine Party bei Sunny zuhause, da sich ihre Mutter auf Geschäftsreise befindet und am Wochenende nicht in der Stadt ist. Die Idee ist auch, dass hierbei Sunny ihrem Schwarm Hunter näher kommt, ein nachdenklicher junger Mann, der auf sie wie ein „sportlicher Bibliothekar“ wirkt, und Lupe dem mysteriösen Logan. Weil Hunter die Party jedoch vorzeitig verlässt, um die völlig betrunkene Megan nach Hause zu fahren, die sonst eigentlich immer ziemlich fies zu den beiden Teenagern ist, hat Sunny, die ihre Triebe nicht mehr länger unter Kontrolle halten kann, stattdessen Sex mit Kyle, einem Nerd der Schule, der sie bislang nur mit seinen Zaubertricks zu beeindrucken versuchte.
Als Sunny am nächsten Morgen bemerkt, dass bei der Nummer das gebrauchte Kondom in ihrer Vagina verschwunden war und erst jetzt zum Vorschein kommt, eilt sie zusammen mit Lupe zur einzigen Apotheke der Stadt. Der Apotheker weigert sich allerdings, ihnen die „Pille danach“ zu verkaufen, und erklärt ihnen, dass es in South Dakota die „Conscious Clause“ gibt, ein Gesetz, nach dem er Minderjährigen den Zugang verwehren kann.
So machen sich Sunny und Lupe gemeinsam auf zu einer dreistündigen Fahrt nach Rapid City zu einer Einrichtung von Planned Parenthood.

## Produktion

Mason Cook spielt Kyle

Es handelt sich bei Plan B um den zweiten Spielfilm nach Language Lessons, bei dem die eigentliche Schauspielerin Natalie Morales Regie führte. Das Drehbuch schrieben Prathi Srinivasan und Joshua Levy.
Kuhoo Verma und Victoria Moroles spielen in den Hauptrollen Sunny und Lupe, Mason Cook den Partygast Kyle, an den Sunny ihre Jungfräulichkeit verliert. In weiteren Rollen sind Josh Ruben als Philip, Michael Provost als Hunter und Bobby Tisdale in der Rolle von Bill zu sehen.
Der Film wurde am 28. Mai 2021 in das Programm von Hulu aufgenommen.

## Synchronisation
Die deutschsprachige Synchronisation entstand nach dem Dialogbuch von Bernhard Völger und Sabine Völger sowie unter der Dialogregie von Bernhard Völger durch die Synchronfirma Iyuno-SDI Group Germany in Berlin.
| Rolle           | Schauspieler       | Synchronsprecher          |
| --------------- | ------------------ | ------------------------- |
| Sunny           | Kuhoo Verma        | Felicitas Bauer           |
| Lupe            | Victoria Moroles   | Valentina Bonalana        |
| Hunter          | Michael Provost    | Maximilian Artajo         |
| Logan           | Myha’la Herrold    | Maria Hönig               |
| Kyle            | Mason Cook         | Tom Sielemann             |
| Doris           | Edi Patterson      | Bianca Krahl              |
| Andy            | Moses Storm        | Patrick Baehr             |
| Xander          | Timothy Granaderos | Julius Jellinek           |
| Rosie           | Jolly Abraham      | Giuliana Jakobeit         |
| Pastor Pedro    | Jacob Vargas       | Sebastian Christoph Jacob |
| Philip Peterson | Josh Ruben         | Tim Sander                |
| Bill            | Bobby Tisdale      | Frank Schaff              |
| Emma            | Hana Hayes         | Magdalena Höfner          |
| Apotheker       | Jay Chandrasekhar  | Jaron Löwenberg           |
| Megan           | Gus Birney         | Lisa May-Mitsching        |
| Ms. Flaucher    | Rachel Dratch      | Silvia Mißbach            |
| Doug            | Euriamis Losada    | Sebastian Kluckert        |
| Rake            | Alexander Low      | Till Flechtner            |

## Rezeption
Der Film stieß bislang auf die Zustimmung von 96 Prozent aller Kritiker bei Rotten Tomatoes und erreichte hierbei eine durchschnittliche Bewertung von 7,3 der möglichen 10 Punkte, womit er aus den 22. Annual Golden Tomato Awards als Fünftplatzierter in der Kategorie Comedies des Jahres 2021 hervorging. Auf Metacritic erhielt der Film einen Metascore von 74 von 100 möglichen Punkten. Immer wieder erkannten diese Parallelen mit anderen Filmen der jüngsten Vergangenheit mit zwei jungen Frauen in den Hauptrollen.
So schreibt Tomris Laffly, mit den zwei Freundinnen im Teenageralter und ihrem gemeinsamen Roadtrip bewege sich Natalie Morales filmisch auf ähnlichem Terrain wie die Filmkomödien Blockers oder Booksmart, erinnere aber auch an Niemals Selten Manchmal Immer, wenn er sich mit der vielfach ablehnenden Haltung gegenüber Abtreibung in den USA beschäftigt.
Auch Reyzando Nawara von Film Inquiry bemerkt die Ähnlichkeiten mit Niemals Selten Manchmal Immer und hebt die Leistung von Kuhoo Verma hervor, die hier ein ausgezeichnetes komödiantisches Timing habe und die besondere Chemie zwischen ihr und Victoria Moroles. Obwohl der schlüpfrige Roadtrip der Höhepunkt des Films sei, zeichnet sich Plan B auch durch Tiefgang und am meisten in seinen ruhigeren Momenten aus, so während der Gespräche der beiden jungen Frauen über ihre Familien. Regisseurin Morales beweise so in ihrem Drehbuch Herz und Gefühl, ohne den Humor zu vergessen und könne diese Balance zwischen Komödie und Drama den ganzen Film über aufrechterhalten. Dabei gehe der Film auch auf die Schwierigkeiten für schwangere, junge Frauen in äußert konservativen US-Bundesstaaten wie South Dakota ein, und Plan B wolle letztendlich, dass wir über diese Frage, ob Frauen in dieser Angelegenheit frei entscheiden können sollten, nachdenken und reflektieren. Dies gelinge dem Film auf eine Weise, die sich nie didaktisch anfühle und ohne zu große Reden über Frauenrechte zu schwingen. Vielmehr vermittele der Film seine Botschaft im Tun der Figuren.